# Cycloctenus infrequens
Cycloctenus infrequens là một loài nhện trong họ Deinopidae.
Loài này thuộc chi Cycloctenus. Cycloctenus infrequens được miêu tả năm 1981 bởi Hickman.